# Mohammed Aminu
Mohammed Aminu (10 augustus 2000) is een Ghanees voetballer die als aanvaller speelt.

## Carrière
Mohamed Aminu speelde in de jeugd van West African Football Academy, waar hij op 18 maart 2018 in het eerste elftal debuteerde. Dit was in de met 1-1 gelijkgespeelde thuiswedstrijd tegen Asante Kotoko, waarin hij in de 3e minuut de 1-0 maakte. Ook in zijn tweede en derde wedstrijd voor WAFA SC kwam hij tot scoren. In 2018 vertrok hij naar Manchester City FC voor een bedrag van twee miljoen pond, een deal die al in 2017 besloten werd nadat Aminu opviel in een jeugdtoernooi. In zijn eerste seizoen bij Manchester City, 2018/19, werd hij verhuurd aan NAC Breda, waar hij alleen voor Jong NAC Breda speelde. In het seizoen 2019/20 werd hij verhuurd aan FC Dordrecht. Nadat hij een maand lang niet kon spelen omdat zijn visum niet in orde was, bleek hij niet de speler die Dordrecht zocht. Hij zat maar één keer op de bank in de Eerste divisie, waarna hij in november alweer terugkeerde naar Manchester City. In oktober 2020 werd hij verhuurd aan Lommel SK. Hier zat hij in twee seizoenen eenmaal bij de selectie, tijdens de bekerwedstrijd tegen KV Kortrijk op 2 februari 2021.

### Statistieken
| Seizoen                        | Club                          | Land           | Competitie      | Competitie | Competitie | Beker | Beker | Totaal | Totaal |
| Seizoen                        | Club                          | Land           | Competitie      | Wed.       | Dlp.       | Wed.  | Dlp.  | Wed.   | Dlp.   |
| ------------------------------ | ----------------------------- | -------------- | --------------- | ---------- | ---------- | ----- | ----- | ------ | ------ |
| 2018                           | West African Football Academy | Ghana          | Premier League  | 5          | 3          | –     | –     | 5      | 3      |
| 2018/19                        | Manchester City FC            | Engeland       | Premier League  | 0          | 0          | 0     | 0     | 0      | 0      |
| 2018/19                        | → NAC Breda                   | Nederland      | Eredivisie      | 0          | 0          | 0     | 0     | 0      | 0      |
| 2019/20                        | → FC Dordrecht                | Nederland      | Eerste divisie  | 0          | 0          | 0     | 0     | 0      | 0      |
| 2020/21                        | → Lommel SK                   | België         | Eerste klasse B | 0          | 0          | 0     | 0     | 0      | 0      |
| 2021/22                        | → Lommel SK                   | België         | Eerste klasse B | 0          | 0          | 0     | 0     | 0      | 0      |
| Carrièretotaal                 | Carrièretotaal                | Carrièretotaal | Carrièretotaal  | 5          | 3          | 0     | 0     | 5      | 3      |
| Bijgewerkt op 19 februari 2023 |                               |                |                 |            |            |       |       |        |        |